# Atletica leggera ai XII Giochi panamericani
L'atletica leggera ai XII Giochi panamericani si è tenuta a Mar del Plata, Argentina, dal 12 marzo al 26 marzo 1995.

## Risultati

### Uomini
| Evento               | Oro                                                        | Prest.   | Argento                                                              | Prest.   | Bronzo                                                                       | Prest.   |
| Corse piane          |                                                            |          |                                                                      |          |                                                                              |          |
| 100 metri            | Glenroy Gilbert Canada                                     | 10,21    | Joel Isasi Cuba                                                      | 10,23    | André da Silva Brasile                                                       | 10,23    |
| 200 metri            | Iván García Cuba                                           | 20,29    | Andrew Tynes Bahamas                                                 | 20,33    | Sebastián Keitel Cile                                                        | 20,55    |
| 400 metri            | Norberto Téllez Cuba                                       | 45,38    | Omar Meña Cuba                                                       | 45,64    | Eswort Coombs Saint Vincent e Grenadine                                      | 45,68    |
| 800 metri            | José Luíz Barbosa Brasile                                  | 1:46,02  | Alain Miranda Cuba                                                   | 1:46,88  | Bill Sumner Stati Uniti                                                      | 1:47,58  |
| 1500 metri           | Joaquim Cruz Brasile                                       | 3:40,26  | Terrance Herrington Stati Uniti                                      | 3:40,97  | Jason Pyrah Stati Uniti                                                      | 3:42,34  |
| 5000 metri           | Armando Quintanilla Messico                                | 13:30,35 | Wander Moura Brasile                                                 | 13:45,53 | Silvio Guerra Ecuador                                                        | 13:52,29 |
| 10000 metri          | Armando Quintanilla Messico                                | 28:57,41 | Valdenor dos Santos Brasile                                          | 29:04,79 | Ronaldo da Costa Brasile                                                     | 29:07,68 |
| 3000 siepi           | Wander Moura Brasile                                       | 8:14,41  | Brian Diemer Stati Uniti                                             | 8:30,58  | Dan Reese Stati Uniti                                                        | 8:31,58  |
| Corse ad ostacoli    |                                                            |          |                                                                      |          |                                                                              |          |
| 110 metri ostacoli   | Roger Kingdom Stati Uniti                                  | 13,39    | Emilio Valle Cuba                                                    | 13,4     | Courtney Hawkins Stati Uniti                                                 | 13,54    |
| 400 metri ostacoli   | Eronilde de Araújo Brasile                                 | 49,29    | Everson Teixeira Brasile                                             | 50,24    | Llimy Rivas Colombia                                                         | 50,37    |
| Staffette            |                                                            |          |                                                                      |          |                                                                              |          |
| 4x100 metri          | Cuba Joel Isasi Jorge Aguilera Joel Lamela Iván García     | 38,67    | Stati Uniti Robert Reading Wendell Gaskin Ron Clark Dino Napier      | 39,12    | Messico Jaime Barragán Carlos Villaseñor Salvador Miranda Alejandro Cárdenas | 39,77    |
| 4x400 metri          | Cuba Jorge Crusellas Norberto Téllez Omar Meña Iván García | 3:01,53  | Giamaica Orville Taylor Dennis Blake Roxbert Martin Michael McDonald | 3:02,11  | Trinidad e Tobago Robert Guy Neil de Silva Hayden Stephens Ian Morris        | 3:02,24  |
| Concorsi             |                                                            |          |                                                                      |          |                                                                              |          |
| Salto in alto        | Javier Sotomayor Cuba                                      | 2,40 m   | Steve Smith Stati Uniti                                              | 2,29 m   | Gilmar Mayo Colombia                                                         | 2,26 m   |
| Salto in lungo       | Iván Pedroso Cuba                                          | 8,50 m   | Jaime Jefferson Cuba                                                 | 8,23 m   | Elmer Williams Porto Rico                                                    | 8,00 m   |
| Salto triplo         | Yoelbi Quesada Cuba                                        | 17,67 m  | Jérôme Romain Dominica                                               | 17,24 m  | Yoel García Cuba                                                             | 17,21 m  |
| Salto con l'asta     | Pat Manson Stati Uniti                                     | 5,75 m   | Bill Deering Stati Uniti                                             | 5,60 m   | Alberto Manzano Cuba                                                         | 5,40 m   |
| Getto del peso       | C.J. Hunter Stati Uniti                                    | 20,52 m  | Jorge Montenegro Cuba                                                | 18,94 m  | Gert Weil Cile                                                               | 18,71 m  |
| Lancio del disco     | Roberto Moya Cuba                                          | 63,58 m  | Alexis Elizalde Cuba                                                 | 62,00 m  | Randy Heisler Stati Uniti                                                    | 60,12 m  |
| Lancio del martello  | Lance Deal Stati Uniti                                     | 75,64 m  | Alberto Sánchez Cuba                                                 | 73,94 m  | Andrés Charadia Argentina                                                    | 71,78 m  |
| Tiro del giavellotto | Emeterio González Cuba                                     | 79,28 m  | Édgar Baumann Paraguay                                               | 78,70 m  | Todd Riech Stati Uniti                                                       | 77,82 m  |
| Prove su strada      |                                                            |          |                                                                      |          |                                                                              |          |
| Maratona             | Benjamín Paredes Messico                                   | 2:14:44  | Mark Coogan Stati Uniti                                              | 2:15:21  | Beto da Silva Brasile                                                        | 2:15:46  |
| 20 km marcia         | Jefferson Pérez Ecuador                                    | 1:22:53  | Daniel García Messico                                                | 1:22:57  | Julio René Martínez Guatemala                                                | 1:23:50  |
| 50 km marcia         | Carlos Mercenario Messico                                  | 3:47:55  | Miguel Rodríguez Messico                                             | 3:48:22  | Julio César Urías Guatemala                                                  | 3:49:37  |
| Prove multiple       |                                                            |          |                                                                      |          |                                                                              |          |
| Decathlon            | Kip Janvrin Stati Uniti                                    | 8049 p.  | Eugenio Balanqué Cuba                                                | 7948 p.  | Alejandro Cárdenas Messico                                                   | 7387 p.  |

### Donne
| Evento               | Oro                                                                      | Prest.   | Argento                                                                   | Prest.   | Bronzo                                                           | Prest.   |
| Corse piane          |                                                                          |          |                                                                           |          |                                                                  |          |
| 100 metri            | Chryste Gaines Stati Uniti                                               | 11,05    | Liliana Allen Cuba                                                        | 11,16    | Heather Samuel Antille Olandesi                                  | 11,33    |
| 200 metri            | Liliana Allen Cuba                                                       | 22,73    | Dahlia Duhaney Giamaica                                                   | 23,03    | Omegia Keeys Stati Uniti                                         | 23,24    |
| 400 metri            | Julia Duporty Cuba                                                       | 50,77    | Nancy McLeón Cuba                                                         | 51,81    | Flirtisha Harris Stati Uniti                                     | 52,51    |
| 800 metri            | Meredith Rainey Stati Uniti                                              | 1:59,44  | Luciana Mendes Brasile                                                    | 2:01,71  | Letitia Vriesde Suriname                                         | 2:02,25  |
| 1500 metri           | Sarah Thorsett Stati Uniti                                               | 4:21,84  | Sarah Howell Canada                                                       | 4:22,10  | Marta Orellana Argentina                                         | 4:22,44  |
| 5000 metri           | Adriana Fernández Messico                                                | 15:46,32 | María del Carmen Díaz Messico                                             | 15:46,43 | Carol Montgomery Canada                                          | 15:46,80 |
| 10000 metri          | Carmen Oliveira Brasile                                                  | 33:10,19 | Carol Montgomery Canada                                                   | 33:13,58 | María del Carmen Díaz Messico                                    | 33:14,94 |
| Corse ad ostacoli    |                                                                          |          |                                                                           |          |                                                                  |          |
| 100 metri ostacoli   | Aliuska López Cuba                                                       | 12,68    | Donalda Duprey Canada                                                     | 13,16    | Odalys Adams Cuba                                                | 13,17    |
| 400 metri ostacoli   | Kim Batten Stati Uniti                                                   | 54,74    | Tonja Buford Stati Uniti                                                  | 55,05    | Lency Montelier Cuba                                             | 55,74    |
| Staffette            |                                                                          |          |                                                                           |          |                                                                  |          |
| 4x100 metri          | Stati Uniti Flirtisha Harris Shantel Twiggs Richelle Webb Chryste Gaines | 43,55    | Cuba Miriam Ferrer Aliuska López Liliana Allen Milena Pérez               | 44,08    | Colombia Felipa Palacios Mirtha Brock Carmen Rodríguez Elia Mera | 44,10    |
| 4x400 metri          | Cuba Idalmis Bonne Surella Morales Nancy McLeón Julia Duporty            | 3:27,45  | Stati Uniti Veronica Williams Terri Dendy Flirtisha Harris Crystal Irving | 3:31,22  | Colombia Carmen Rodríguez Elia Mera Mirtha Brock Felipa Palacios | 3:38,54  |
| Concorsi             |                                                                          |          |                                                                           |          |                                                                  |          |
| Salto in alto        | Ioamnet Quintero Cuba                                                    | 1,94 m   | Silvia Costa Cuba                                                         | 1,91 m   | Angie Bradburn Stati Uniti                                       | 1,91 m   |
| Salto in lungo       | Niurka Montalvo Cuba                                                     | 6,89 m   | Andrea Ávila Argentina                                                    | 6,52 m   | Jackie Edwards Bahamas                                           | 6,50 m   |
| Salto triplo         | Laiza Carrillo Cuba                                                      | 14,09 m  | Niurka Montalvo Cuba                                                      | 13,90 m  | Andrea Ávila Argentina                                           | 13,84 m  |
| Getto del peso       | Connie Price-Smith Stati Uniti                                           | 19,17 m  | Ramona Pagel Stati Uniti                                                  | 18,50 m  | Yumileidi Cumbá Cuba                                             | 18,47 m  |
| Lancio del disco     | Maritza Martén Cuba                                                      | 61,22 m  | Bárbara Hechevarría Cuba                                                  | 60,20 m  | Kris Kuehl Stati Uniti                                           | 56,92 m  |
| Tiro del giavellotto | Xiomara Rivero Cuba                                                      | 63,92 m  | Laverne Eve Bahamas                                                       | 61,26 m  | Valerie Tulloch Canada                                           | 60,58 m  |
| Prove su strada      |                                                                          |          |                                                                           |          |                                                                  |          |
| Maratona             | Maria Trujillo Stati Uniti                                               | 2:43:56  | Jennifer Martin Stati Uniti                                               | 2:44:10  | Emma Cabrera Messico                                             | 2:46:36  |
| 10 km marcia         | Graciela Mendoza Messico                                                 | 46:31,90 | Michelle Rohl Stati Uniti                                                 | 46:36,50 | Francisca Martínez Messico                                       | 47:44,80 |
| Prove multiple       |                                                                          |          |                                                                           |          |                                                                  |          |
| Heptathlon           | Jamie McNeair Stati Uniti                                                | 6266 p.  | Magalys García Cuba                                                       | 6055 p.  | DeDee Nathan Stati Uniti                                         | 5879 p.  |

## Medagliere
| #      | Nazione                   | Oro | Argento | Bronzo | Totale |
| ------ | ------------------------- | --- | ------- | ------ | ------ |
| 1      | Cuba                      | 18  | 16      | 5      | 39     |
| 2      | Stati Uniti               | 13  | 11      | 11     | 35     |
| 3      | Messico                   | 6   | 3       | 5      | 14     |
| 4      | Brasile                   | 5   | 4       | 13     | 12     |
| 5      | Canada                    | 1   | 3       | 2      | 6      |
| 6      | Ecuador                   | 1   | 0       | 1      | 2      |
| 7      | Bahamas                   | 0   | 2       | 1      | 3      |
| 8      | Giamaica                  | 0   | 2       | 0      | 2      |
| 9      | Argentina                 | 0   | 1       | 3      | 4      |
| 10     | Paraguay                  | 0   | 1       | 0      | 1      |
| 10     | Dominica                  | 0   | 1       | 0      | 1      |
| 12     | Colombia                  | 0   | 0       | 4      | 4      |
| 13     | Guatemala                 | 0   | 0       | 2      | 2      |
| 13     | Cile                      | 0   | 0       | 2      | 2      |
| 15     | Antille Olandesi          | 0   | 0       | 1      | 1      |
| 15     | Trinidad e Tobago         | 0   | 0       | 1      | 1      |
| 15     | Porto Rico                | 0   | 0       | 1      | 1      |
| 15     | Suriname                  | 0   | 0       | 1      | 1      |
| 15     | Saint Vincent e Grenadine | 0   | 0       | 1      | 1      |
| Totale | Totale                    | 44  | 44      | 44     | 132    |